# Asociación Universidad y Discapacidad
La Asociación Universidad y Discapacidad es una organización sin ánimo de lucro creada en el año 2009 por docentes, personal de administración y alumnos de la Universidad Pública de Navarra con el objetivo de aunar y dar visibilidad a las actividades académicas que se realizan en torno a la discapacidad.

## Sede
La asociación tiene su domicilio social en el Campus de Arrosadía de la Universidad Pública de Navarra, en Pamplona.

## Historia
A mediados del año 2009 surgieron los primeros pasos que dieron lugar a esta organización gracias al interés de varios docentes, personas del personal de administración y alumnos de la Universidad Pública de Navarra. En noviembre de 2009 se crearon los estatutos de este colectivo, cuya presentación oficial se llevó a cabo en el año 2010.

## Objetivos
Los objetivos que tiene esta asociación son los de concienciar sobre la importancia de los esfuerzos académicos y científicos en el campo de la discapacidad, promover y difundir estudios e investigaciones relacionados con la discapacidad, así como contribuir a la formación de los socios y de la comunidad universitaria en general. También pretende contribuir desde el ámbito científico, a que se logre la mejora de la calidad de vida de las personas con discapacidad, así como la ampliación de su reconocimiento social, y servir de puente entre otras organizaciones dedicadas a la discapacidad y el ámbito universitario, como un punto de encuentro e información para las personas con discapacidad y sus familias dentro del mundo universitario, en especial en aquellos ámbitos o servicios que no estén cubiertos por otras unidades universitarias establecidas.

## Actividades
Esta organización realiza actividades tanto formativas como de divulgación.

## Premios
La asociación otorga desde el año 2016 el Premio al Mejor Trabajo Fin de Estudios de la Universidad Pública de Navarra sobre discapacidad, galardón que premia al estudiante con el mejor trabajo final de estudios sobre discapacidad en dicha universidad.

## Junta Directiva
La junta directiva de la asociación está presidida por Carlos Alonso, jefe de la Sección de Gestión del Servicio Informático de la UPNA. El resto de la junta está compuesto por el vicepresidente, Joaquín Sevilla, profesor titular del Área de Tecnología Electrónica; la tesorera, María Jesús Álvarez, profesora asociada del Área de Psicología Evolutiva de la Educación; el secretario, José Javier Astrain, profesor del Área de Lenguajes y Sistemas Informáticos; y por la vocal Sagrario Anaut, profesora asociada del Área de Trabajo Social y Servicios Sociales.
- Presidenta:  Carlos Alonso Vega.
- Vicepresidente:  Joaquín Sevilla Moróder.
- Tesorera:  María Jesús Álvarez Urricelqui.
- Secretario:  José Javier Astrain Escola.
- Vocal:  Sagrario Anaut Bravo.